# 法拉利鐘螺
法拉利鐘螺（學名：Trochus ferreirai）是一种海螺。舊屬古腹足類支序之下的目地位未定分類，今屬钟螺目钟螺科的腹足纲軟體動物。

## 型態描述
法拉利鐘螺壳的形狀呈帶階梯紋路的螺旋，大小一般介于20至26毫米之间。 常帶有暗紅色、墨綠色或黃棕色色塊。

## 分布
该物种分布于菲律宾沿海。